# Heinrich von Büchel
Heinrich von Büchel zu Dottendorf und Weyer (* um 1510/15 in Wiesdorf; † 1597) war ein deutscher Jurist, Diplomat und Rat mehrerer Trierer und Kölner Erzbischöfe.

## Leben
Heinrich von Büchel zu Dottendorf stammte aus der Kölner Ritter- und Patrizierfamilie Büchel (auch van dem Buchel, von Buchell, Buggele, Buchelius u. ä.). Er war ein Sohn von Heinrich von Büchel († vor 1525) und Apollonia Krümmel von Nechtersheim († zwischen 1506 und 1525), Tochter von Richard d. Ä. Krümmel von Nechtersheim († 1523) zu Gartzem und dessen zweiter Ehefrau Sophie von Boulich († nach 1523).
→ Zu weiteren Vorfahren vgl. den Artikel Dietrich von Büchel.
Die Familie Büchel ist seit 1171 als Besitzer der Wasserburg (Motte) „Haus Büchel“ („Oberbüchel“) – der späteren Doktorsburg – in Wiesdorf belegt.

### Studium
Am 19. September 1531 immatrikulierte sich „Henricus Buchel“ an der Universität Löwen, am 28. Mai 1532 als „Henr. Buchel de Westdorf“ an der Universität Köln. Am 18. November 1533 wurde er (aus „Wystorp“) in Köln unter Johannes Volscius (Volsius, Vulsken) (um 1495–1558) zum Baccalaureus promoviert. Später erwarb Heinrich von Büchel das Lizenziat der Rechtswissenschaft.

### Schöffe und kurfürstlicher Rat in Trier

Wappen der Familie Büchel

1541 erschien Heinrich von Büchel als einer der Gesandten des Trierer Kurfürsten Johann IV. Ludwig von Hagen (1492–1547; reg. 1540) auf dem Regensburger Reichstag. Zur Trierer Delegation gehörten außerdem Georg von Eltz und Schöneck (um 1500–1562), Kanzler Dr. Johann von Enschringen (um 1480–1543), Otto von Lengenfeld (* 1489; † 1562/63) und Lic. Burkhard de Monte († nach 1559). Auf diesem Reichstag, bei dem ein Religionsgespräch stattfand, verglichen sich die altgläubige Seite – Johannes Eck, Johannes Gropper und Julius von Pflug – und die protestantische Seite – Martin Bucer, Johannes Calvin, Philipp Melanchthon und Johannes Pistorius – in 16 von 23 Artikeln. Lediglich die Trierer und die Mainzer Vertreter protestierten gegen die Aufnahme der verglichenen Artikel in den Reichsabschied.
1543 bis 1559 war Heinrich von Büchel Schöffe und Schultheiß von Trier.
Zusammen mit Kanzler Dr. Felix Hornung (um 1515/20–1566), Jakob Pergener († um 1551), Domdechant Jakob von Eltz (1510–1581), Dr. Balthasar von Staffel († 1565), Landhofmeister Philipp I. von Winneburg und Beilstein (vor 1525–1583) und Domprälat Johann von der Leyen (1510–1567) war Lic. Heinrich von Büchel 1550/51 in der Delegation des Trierer Kurfürsten Johann V. von Isenburg (1507–1556; reg. 1547) auf dem Augsburger Reichstag. Heinrich von Büchel vertrat zusammen mit Dr. Ludwig Valkenburg († nach 1557) auch Abt Christoph von Manderscheid-Kayl (1529–1576; reg. 1545) von Prüm und Stablo-Malmedy.
Im März/April 1554 nahm Heinrich von Büchel an den Vermittlungsverhandlungen des Kurfürstentages („Tagfahrt“) zwischen Markgraf Albrecht II. Alkibiades von Brandenburg-Kulmbach (1522–1557) und der „Fränkischen Einung“ (Bistum Bamberg, Bistum Würzburg, Nürnberg) in Rothenburg ob der Tauber teil.
Auch am Augsburger Reichstag 1555 nahm er teil. Zur kurtrierischen Gesandtschaft gehörten dort außer ihm Georg von Eltz, Philipp von Reiffenberg und Waldmannshausen († 1587), Lic. Nikolaus von Enschringen (* um 1485; † 1562), Dr. Jakob Hensel und der spätere Erzbischof Johann von der Leyen. Heinrich von Büchel gehörte zu den Mitunterzeichnern des Augsburger Reichs- und Religionsfriedens.
Unter dem Kurfürsten Johann VI. von der Leyen (1510–1567; reg. 1556) war Heinrich von Büchel 1557 zusammen mit Bartholomaeus Latomus (1485–1570) und Philipp von Nassau zur Sporkenburg (1523–1582) Gesandter auf dem außerordentlichen Reichsdeputiertentag in Speyer.
1559 war Heinrich von Büchel an der Niederschlagung des Reformationsversuches von Caspar Olevian (1536–1587) in Trier beteiligt. Im Januar 1560 ließ er eine Liste von 200 Personen zusammenstellen, die vorgeladen wurden und sich unter Eid zur katholischen Religion bekennen sollten; „zwölff vornehme Personen, so sich in Anrichtung der Augsburgischer Confession ernstlich erzeigt, und über dieselbe noch acht und viertzig Männer … sambt ihrer Weiberen und Kindern“ mussten Stadt und Bistum Trier innerhalb von 14 Tagen verlassen. Einige der von Büchel Ausgewiesenen – die Goldschmiede Balthasar Roden und Jakob Wehrre, Hans Landau, der Schmied Matheis (Matthias) Renne und Thederich (Dietrich) Hanff – legten erfolglos Protest bei Kaiser Ferdinand I. (1503–1564; reg. 1558) ein.
1559 bis 1565 war Heinrich von Büchel kurtrierischer Amtmann in Pfalzel und Grimburg sowie Vogt im Nalbacher Tal. 1562 nahm er im Gefolge von Erzbischof Johann VI. von der Leyen an der Krönung von Maximilian II. (1527–1576) in Frankfurt am Main teil. 1565 wurden Roprecht (Robert) von Enschringen († 1573/76), ab 1542 Propst des Simeonstiftes in Trier, Wilhelm von Breidtbach († nach 1573), Herr zu Bürresheim, Amtmann zu Linz, und Heinrich von Buchell, lic. iur., Rat und Amtmann zu Pfaltzell, zu Mundwälten und Tutoren (Vormündern) des minderjährigen Ruprecht von Enschringen bestellt, – vermutlich natürlicher – Sohn des verstorbenen Nikolaus von Enschringen († 1562) und der Johannetta von Breidbach († 1583).

### Kurfürstlicher Rat in Köln und Vogt in Bonn
1575 war Heinrich von Büchel unter Erzbischof Salentin von Isenburg (1532–1610; reg. 1567–1577) kurkölnischer Rat und Vogt zu Bonn.

#### Lehensträger von Haus Weyer
1554 wurde Heinrich von Büchel „als nächster Blutsverwandter seines verstorbenen Bruders“ Dietrich von Büchel (1505/15–1552) Lehnsträger der Hälfte des Hauses Weyer bei Mechernich. Dietrich von Büchel war der Sekretär und ein enger Mitarbeiter des Kölner Erzbischofs Hermann V. von Wied (1477–1552; reg. 1515–1547) gewesen.
1560 verglich Heinrich von Büchel sich mit Werner Krümmel von Nettersheim zu Weyer, dem Inhaber der anderen Hälfte des Lehens. Als Entschädigung für seine Hälfte an Burg und Hof Weyer erhielt Heinrich von Büchel den ganzen Hof zu Urfey.

## Ehe und Nachkommen
Henrich von Büchel heiratete vor 1550 Maria von Enschringen († 1607), Tochter des Fiskals, Advokaten und Dekans der Trierer Artistenfakultät Gerhard von Enschringen (* vor 1490; † zwischen 1560 und 1572) und (⚭ um 1520) Irmgard von Rolingen († nach 1572); deren Kinder:
1. Franz Heinrich von Büchel († 1607), seit 1597 Herr von Weyer; verheiratet mit (Maria) Martha, geb. Zandt von Merl (1553–1625); kinderlos
2. Johannes von Büchel (Buchell) († wohl vor 1585), Pfarrer von Kesseling
3. Hugo von Büchel († 1636), verheiratet mit Anna Agnes von Weiß († 1677); Kinder aus der Beziehung mit seiner Haushälterin Elsgen Elsich aus Lommersum (1)[14] und der Ehe (2):
  1. Hans Heinrich genannt Büchel (* vor 1619)
  2. Apollonia von Büchel (nach 1619–1636)
4. Magdalena von Büchel († zwischen 1600 und 1616), verheiratet mit Wilhelm Judenkop von Streithagen zu Uersfeld (um 1558–1607), der in zweiter Ehe Johanna von Eys (Eijs) genannt Beusdael († 1660) heiratete; deren Tochter:
  1. (unsicher)[15] Elisabeth Judenkop von Streithagen zu Uersfeld, heiratete Johann von Wierdt († vor 1641) aus Puffendorf; in einem Teil der Forschung gilt Elisabeth von Streithagen als Mutter des Reitergenerals Johann von Werth (1591–1652)[16]
5. Veronica von Büchel genannt Weiß († 1607)
6. (vermutlich) Johanna (Anna) Apollonia a Buechell († 1633), Kellerin des Klosters Marienberg bei Boppard

## Familie
Gertrud von Büchel (1467–1543), Äbtissin von Rolandswerth, Kalligraphin und Malerin, war Heinrich von Büchels Tante. Der niederländische Humanist Arnoldus Buchelius (1565–1641) war der Sohn eines seiner Vettern.
In einem Teil der Forschung gilt Heinrich von Büchel als Urgroßvater des Reitergenerals Johann von Werth (1591–1652).